# Укради моё сердце
«Укради мое сердце» (англ. Taking 5) — фильм 2007 года о двух школьницах, которые похитили поп-группу. Премьера состоялась на фестивале Tribeca Film в субботу 28 апреля 2007. Фильм снимался в школе Juan Diego Catholic в Дрейпере, Юта и в школе Hillcrest в Мидвале, Юта. Фильм был показан на ABC Family.

## Сюжет
Дэвон (Алона Таль) и Габби (Даниэлла Моне) — фанатки мужской поп-группы 5 Leo Rise (The Click Five). В школе собирают этикетки от энергетика, чтобы выиграть конкурс и пригласить группу сыграть в их городе. Случайно Дэвон сжигает все этикетки и заодно волосы самой популярной девушки в школе. Теперь её и Габби все презирают. Единственный выход — заставить группу сыграть в их школе. Родители Дэвон уезжают, оставляя её с сестрой (Кристи Карлсон Романо). Дэвон и Габби решают похитить группу с помощью своего друга Линкольна, который влюблен в Дэвон. В обмен на это Дэвон обещает пойти с Линкольном на выпускной.
Всё удаётся, но они похищают лишь трёх членов группы из пяти — Ричи (Эрик Дилл), Мейсона (Джои Зер) и Скутера (Бен Романс). Девушки договариваются не влюбляться в пленников. Сестра Дэвон, Даниэль, устраивает в доме вечеринку и не замечает происходящего. Габби и Дэвон просят группу сыграть в их школе. Наконец те соглашаются, но выясняется, что вокалист Ричи не может петь на публике и всегда поет под фонограмму. Дэвон помогает ему преодолеть себя. Ричи целует её, Габби видит это и уходит, обиженная на то, что Дэвон нарушила договор. Самой Габби нравится другой член группы — Мейсон. Габби раздражена ещё и тем, что все всегда решают всё за неё, и она не может ничего ответить. Но в школе, когда самая популярная девушка в школе грубит ей, Габби дает достойный отпор.
Линкольн ревнует Дэвон к Ричи и увозит последнего в лес, привязав там, но затем по приказу Дэвон возвращает обратно. Ричи наконец может петь сам, и Дэвон зовёт всех на концерт. В этот момент приезжают её родители, но сестра, уже узнавшая правду, отвлекает их, потому что она влюбилась в гитариста группы Скутера.
На концерте группа поет песню Kidnap my heart, Дэвон и Габби мирятся.

## В ролях
| Актёр                 | Роль            |
| --------------------- | --------------- |
| Элона Тэл             | Дэвон Томпсон   |
| Даниэлла Моне         | Габби Дэвис     |
| Кристи Карлсон Романо | Дэниэль Томпсон |
| Барт Джонсон          | Марк Томпсон    |
| Маркус Полк           | Линкольн        |

Five Leorise (The Click Five):
| Актёр        | Роль                   |
| ------------ | ---------------------- |
| Эрик Дилл    | Ричи                   |
| Джои Зер     | Мейсон                 |
| Бен Романс   | Скутер                 |
| Итан Менцер  | K.K.                   |
| Джо Гиз      | Николай                |
| Джимми Чунг  | спецагент Джордж Следж |
| Майкл Бастер | Холлас                 |
| Джейк Коэппл | Пит                    |

## Производство
- Укради мое сердце — презентация Teek Films.
- Продюсеры — Кэт Хантас и Челси Силс
- Исполнительные продюсеры — Хагаи Шахам, Саймон Франкс, Зиги Камаса.

## Музыка
Фильм «Укради моё сердце» представляет новые песни группы The Click Five и певицы Кристи Карлсон Романо, включая:
- Kidnap My Heart — The Click Five
- No Such Thing и Friday Night — Кристи Карлсон Романо.